# 乔尔乔内
乔尔乔内（義大利語：Giorgione，约1477年—1510年9月17日），是意大利文艺复兴艺术大师。威尼斯画派画家。

## 生平
乔尔乔内出生于威尼斯附近的小镇威尼托自由堡。 后前往威尼斯，曾随喬瓦尼·貝利尼学绘画，与著名画家提香同学。曾被聘用为名流画肖像，为大型建筑物，宫殿和教堂装饰壁画。
他生前最后一件作品是沉睡的维纳斯，曾与提香一起创作，后因鼠疫爆发，提香离开威尼斯，而乔尔乔内留下继续完成画作，不幸于1510年死于鼠疫。沉睡的维纳斯后被后人完成。

## 作品
乔尔乔内的作品富有艺术感性和想象力，诗意的忧郁。是威尼斯绘画的代表。他最早使用明暗造型法及晕涂法。他的一些遗作由其同画室的画家如提香完成。
作品构图新颖，造型柔和，色彩具有丰富的明暗层次，人物与风景背景结合得体，他的艺术对提香及后代画家影响很大。
- 《自由堡圣母》，绘制于1504年，现藏于威尼托自由堡主教座堂
- 《所罗门的审判 (乔尔乔内)》，绘制于1505年，现藏于佛罗伦萨乌菲兹美术馆
- 《摩西的考验》，绘制于1505年，现藏于佛罗伦萨乌菲兹美术馆
- 《劳拉》，绘制于1506年，现藏于维也纳艺术史博物馆
- 《暴风雨》，绘制于1508年，现收藏在威尼斯的学院美术馆
- 《三哲人》，绘制于1509年，现藏于维也纳艺术史博物馆
- 《沉睡的维纳斯》，现藏于德国德累斯顿的历代大师美术馆
- 《牧羊人的崇拜》，绘制于1510年，现藏于美国华盛顿国家美术馆

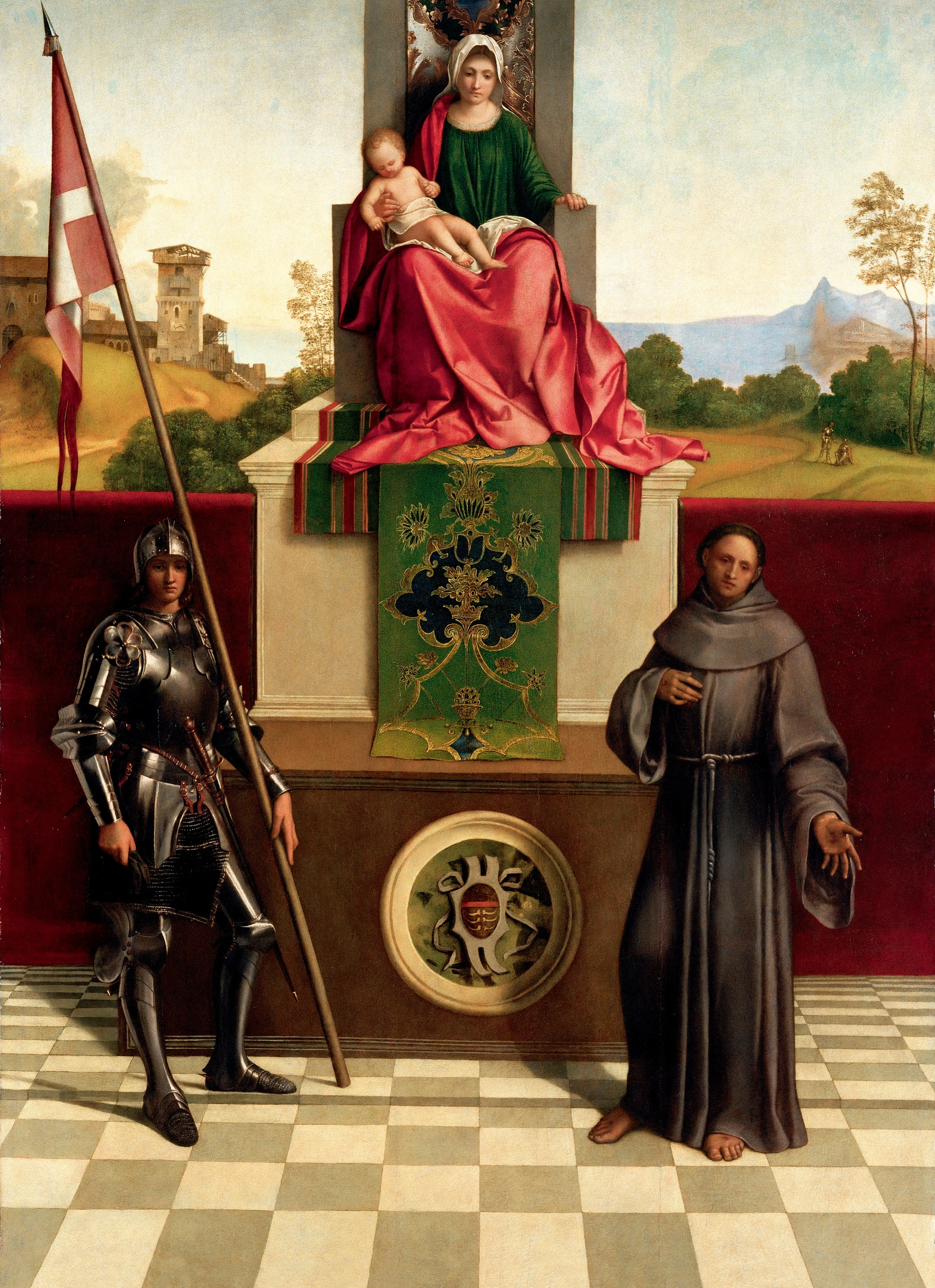
自由堡圣母
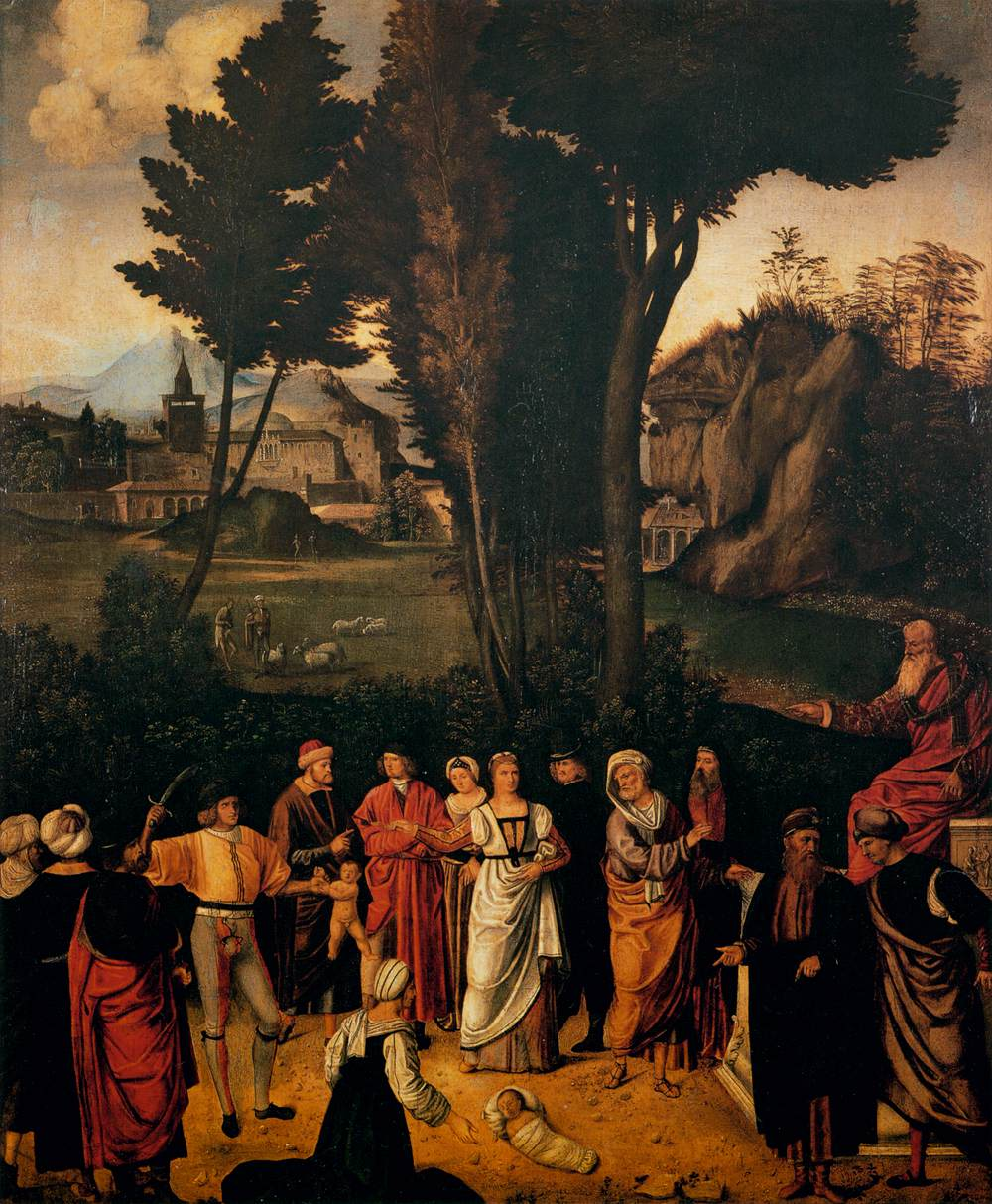
所罗门的审判
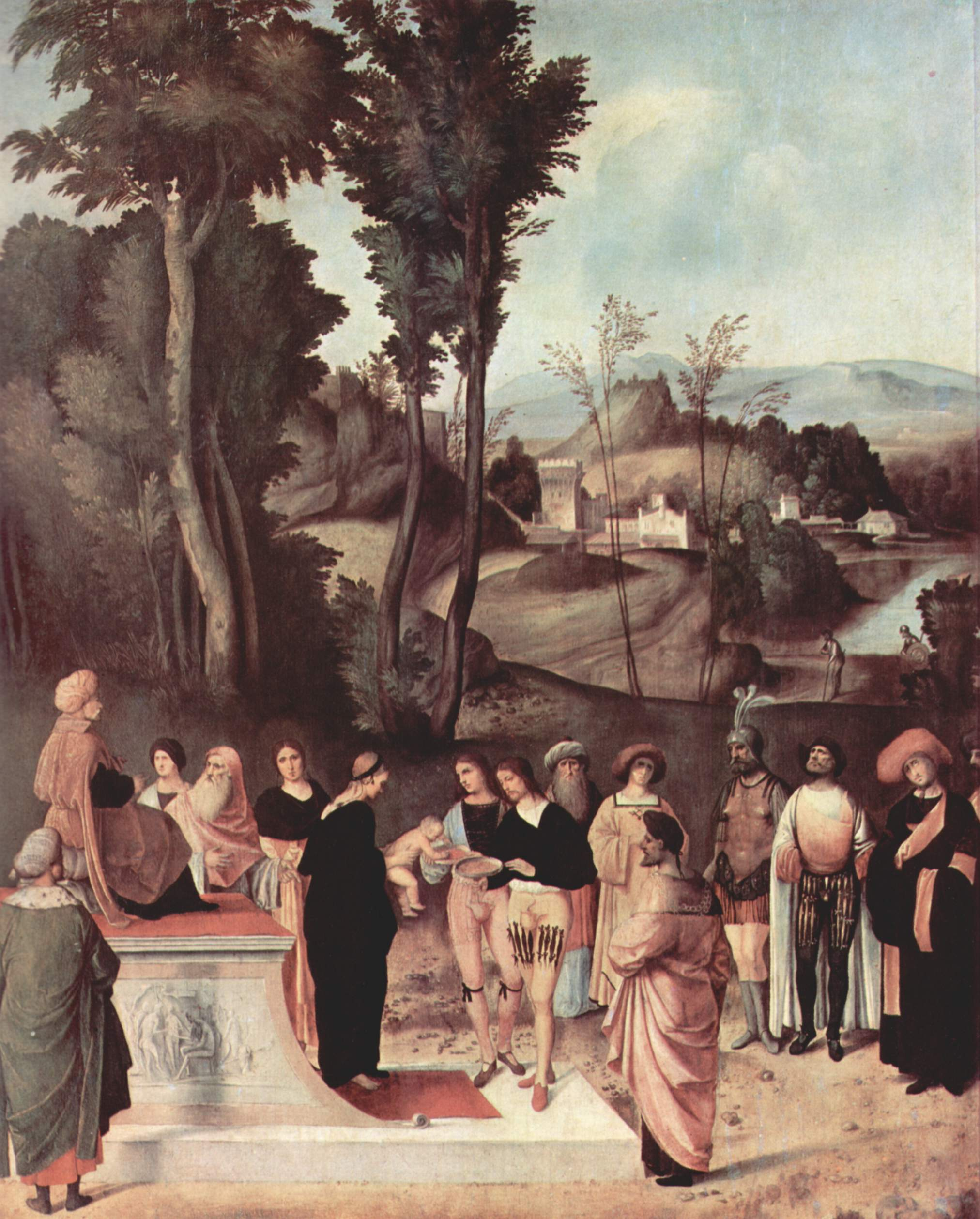
摩西的考验
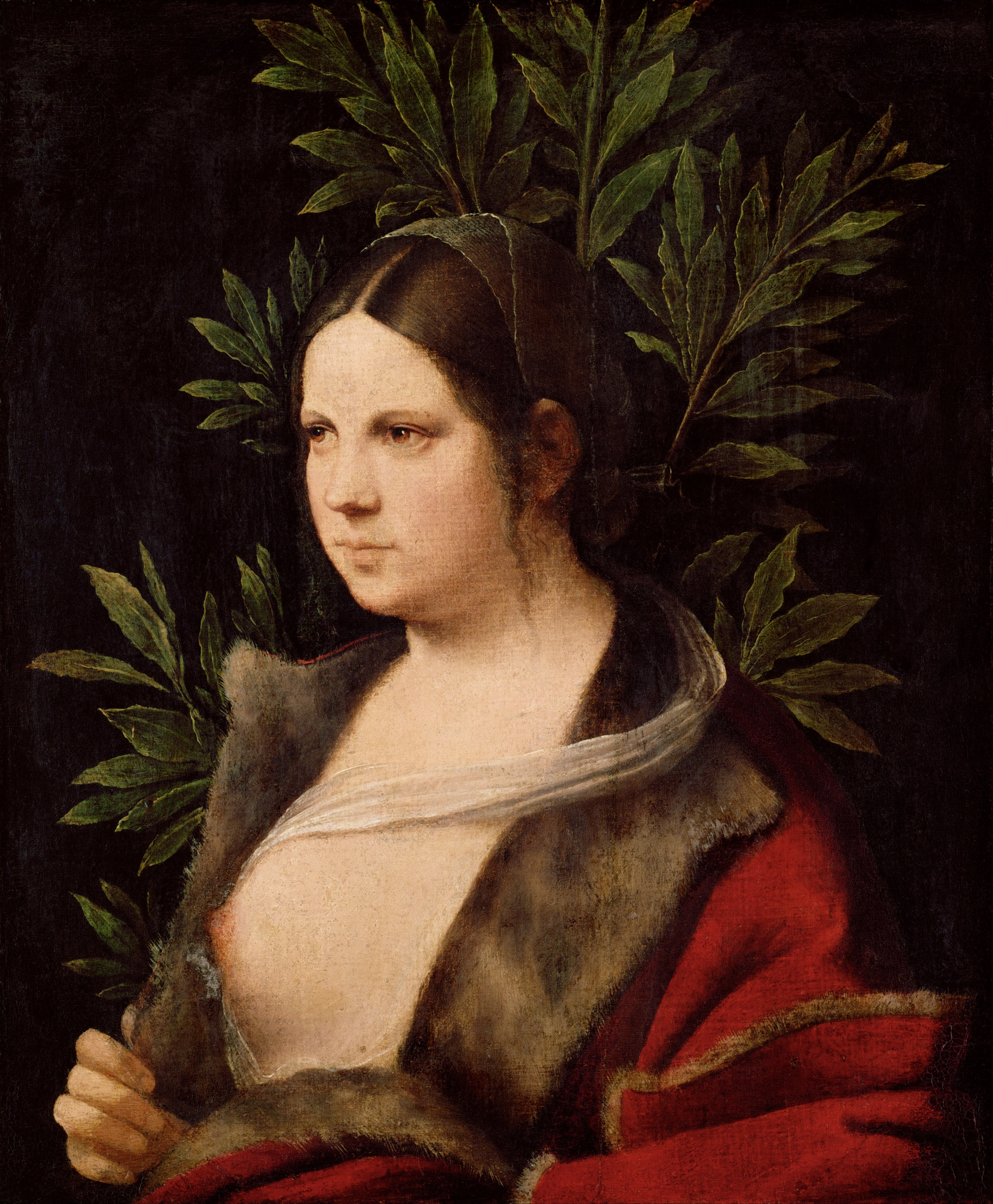
劳拉
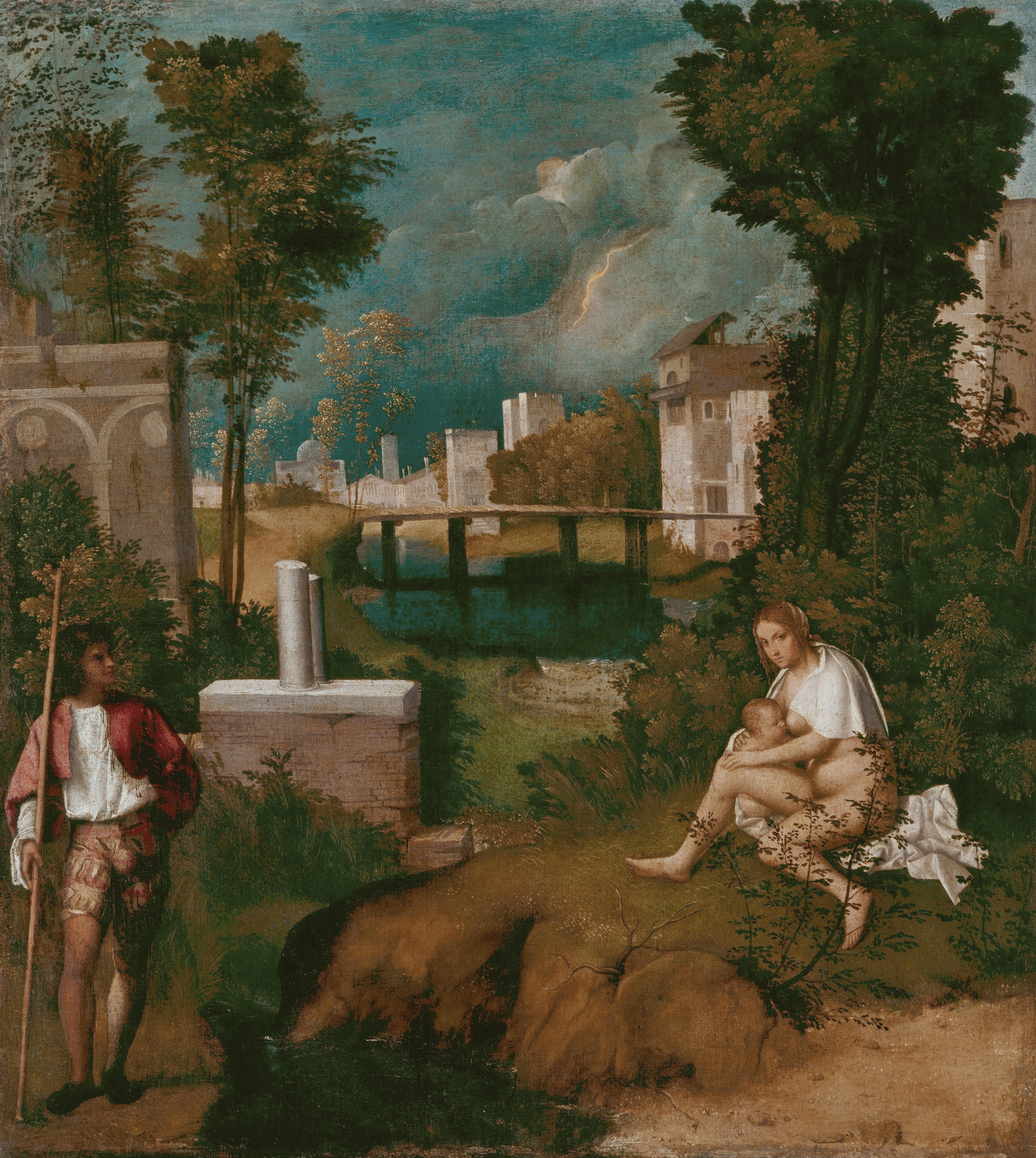
暴风雨
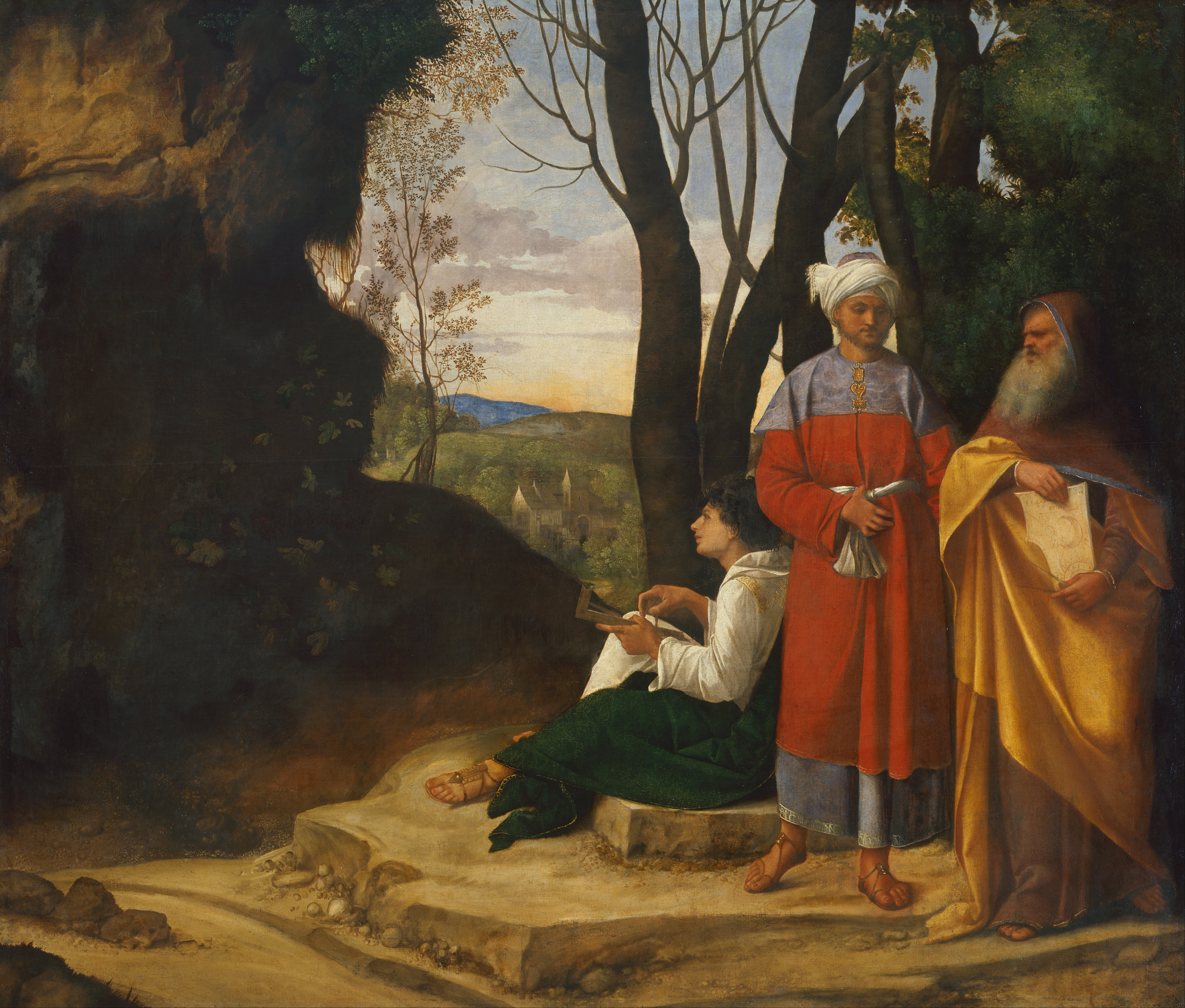
三哲人
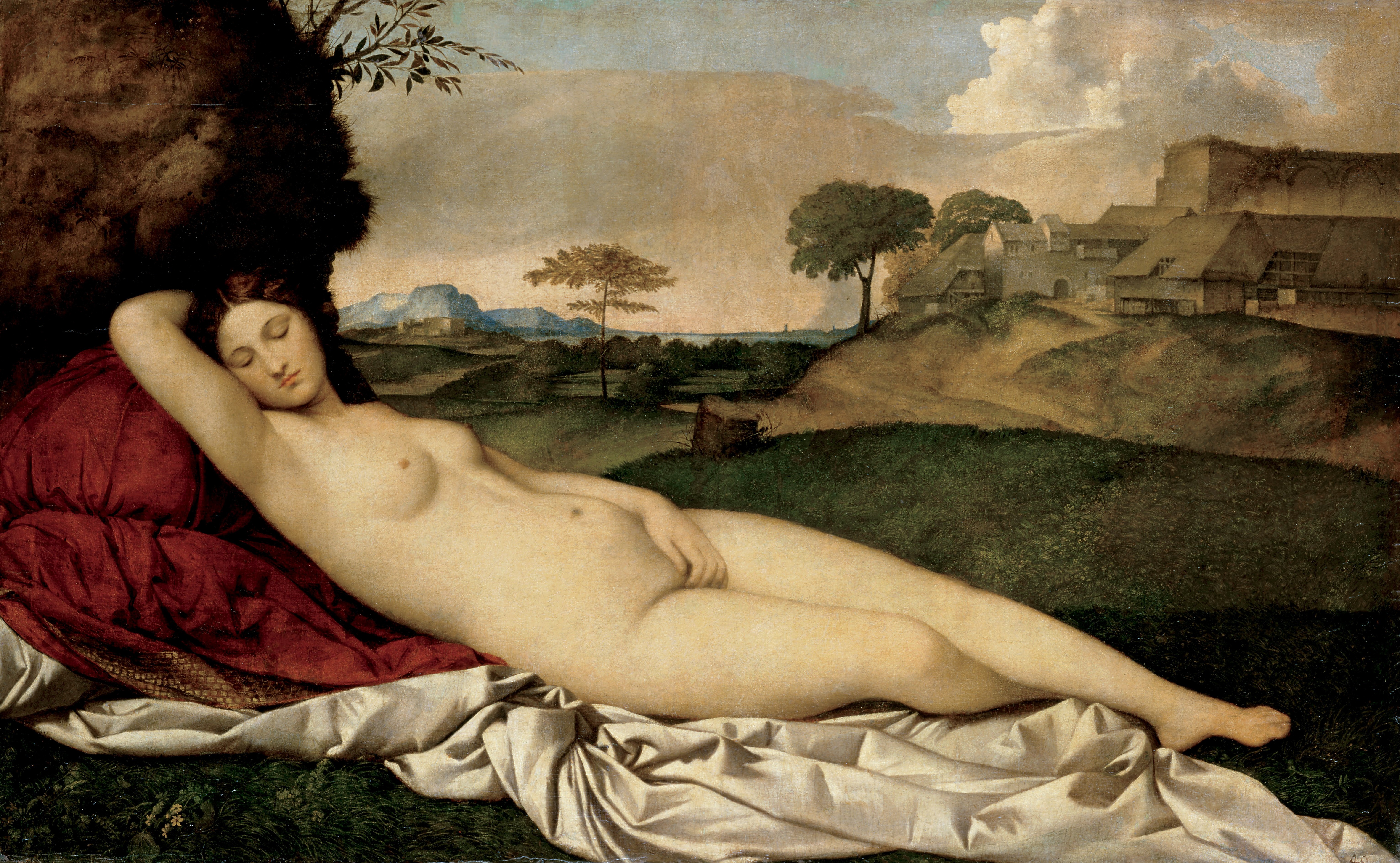
沉睡的维纳斯
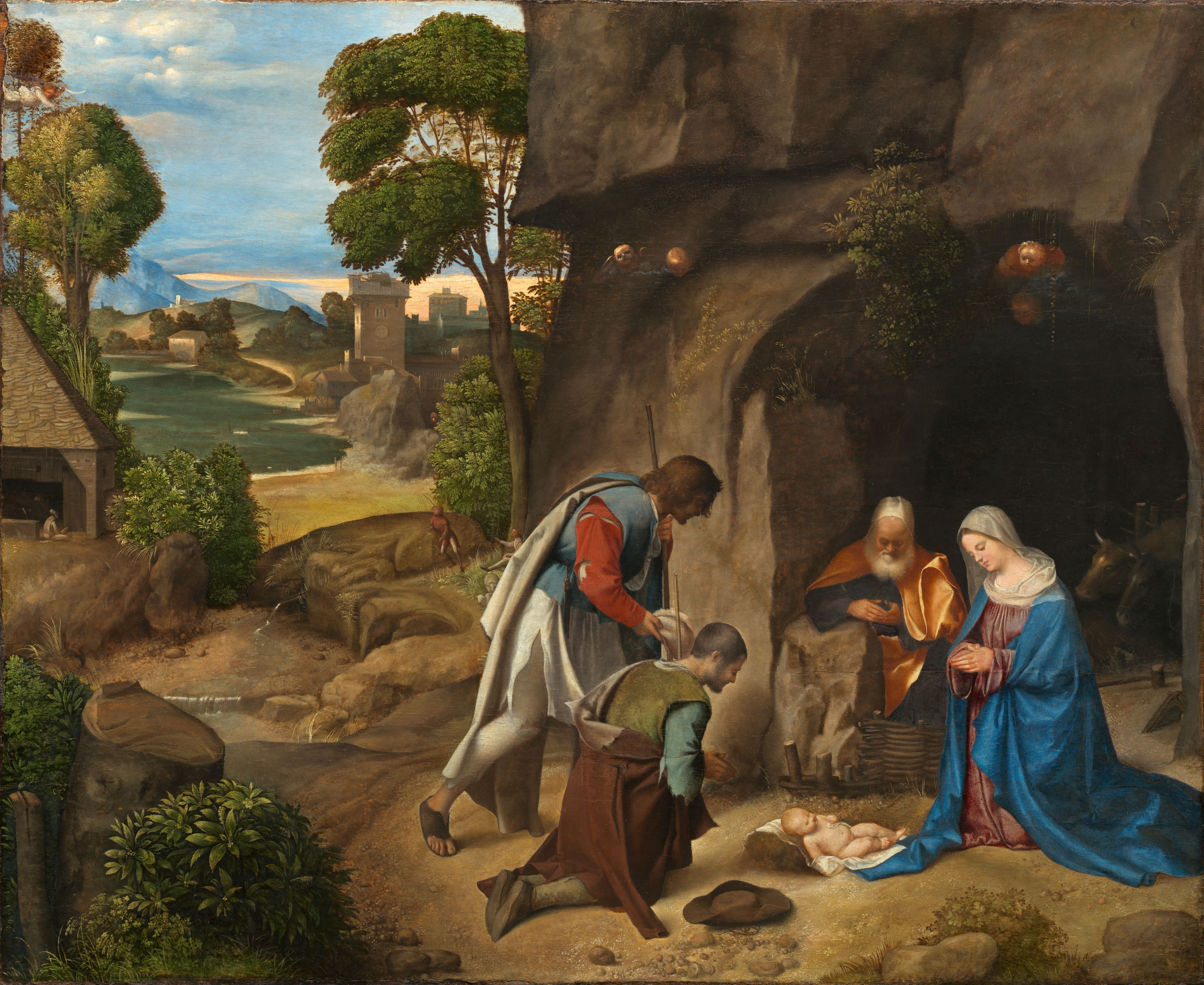
牧羊人的崇拜